# 丹沢悠一
丹沢 悠一（たんざわ ゆういち）は、日本のゲームデザイナー。合同会社黒帯ゲームズ代表。元タイトー、スクウェア・エニックス所属。山梨県西八代郡出身。

## 略歴
武蔵中学校・高等学校卒業後、千葉大学法経学部法学科に入学。
学生時代は空手部に入部し、関東・甲信越大学体育大会の空手の部個人戦LLクラスで準優勝している。空手漬けの大学生活を送っていたが、映画館で見た『ガラクタ名作劇場 ラクガキ王国』のCMに衝撃を受け、開発元のタイトーを志望。
大学卒業後の2002年タイトー入社。2010年スクウェア・エニックスに転籍。2021年1月末で同社を退社。以降は冒険企画局に籍を置きつつフリーランスとして活動。
2023年5月1日、合同会社黒帯ゲームズを設立。

## 関連作品
- 『武刃街』（2003年12月25日 / PlayStation 2） - スペシャルサンクス
- 『ラクガキ王国2　魔王城の戦い』（2004年9月22日 / PlayStation 2） - プランナー
- 『ロストマジック』（2006年1月12日 / ニンテンドーDS） - ワールドセッティング、ストーリー
- 『スペースインベーダーゲットイーヴン 〜逆襲のスペースインベーダー』（2008年8月26日 / Wiiウェア） - ディレクター
- 『みんなの動物園』（2009年4月30日 / ニンテンドーDS） - ディレクター
- 『みんなの水族館』（2010年3月25日 / ニンテンドーDS） - ディレクター
- 『スペースインベーダーインフィニティジーン』（2010年9月15日 / PlayStation 3 (PSN)、XBLA） - スペシャルサンクス
- 『とびだす!パズルボブル 3D』（2011年2月26日 / ニンテンドー3DS） - アシスタントプロデューサー
- 『エレベーターアクション デラックス』（2011年8月31日 / PlayStation 3 (PSN)） - アシスタントプロデューサー
- 『地獄の軍団』（2011年12月17日 / PlayStation Vita） - ディレクター
- 『LORD of VERMILION III』（2013年8月22日 / アーケードゲーム） - プロデューサー
- 『LORD of VERMILION Re:3』（2015年11月19日 / アーケードゲーム） - プロデューサー
- 『フィギュアヘッズ エース』（2017年6月21日 / アーケードゲーム） - プロデューサー
- 『星と翼のパラドクス』（2018年11月21日 / アーケードゲーム） - プロデューサー